# 北牟婁電気
北牟婁電気株式会社（きたむろでんき かぶしきがいしゃ）は、三重県北牟婁郡北部において大正時代に電気を供給していた日本の電力会社である。
1914年（大正3年）に事業地域外の松阪に設立、翌年開業した。供給区域は紀北町のうち旧紀伊長島町域と度会郡大紀町錦（旧錦村）。1927年（昭和2年）に県内事業統合を進める三重合同電気（後の合同電気）に合併された。

## 沿革
1910年（明治43年）、三重県北牟婁郡尾鷲町（現・尾鷲市）に地元有志の手で尾鷲電気という電力会社が設立され、電気の供給が始まった。これに続く北牟婁郡第2の事業者として、2年後の1912年（大正元年）8月29日に「北牟婁電気株式会社」が事業経営許可を得た。許可当初の逓信省の資料によると、許可を得た供給区域は長島町や引本町を含む北牟婁郡の6町村（いずれも現在の紀北町域）で、電源は船津村に往古川を用いる出力150キロワットの水力発電所を予定した。
事業許可から2年経った1914年（大正3年）8月27日、北牟婁電気は会社設立に至った。資本金は2万円。本社は供給区域外の飯南郡松阪町（現・松阪市）大字松阪白粉町347番地（松阪水力電気所在地）に置かれた。役員も安保庸三（当時松阪水力電気専務）など松阪の人物が中心であり、北牟婁郡の人物は取締役に名を連ねる長島町の石倉亀三郎のみであった。設立翌年の1915年（大正4年）12月26日に開業に漕ぎつける。電源は水力発電ではなくガス力（内燃力）発電所で、長島町字山居に置かれた。開業当初、1916年末時点での成績は電線路亘長4.5キロメートル、電灯需要家数759戸・灯数1,187灯であった。
経営面では、1918年（大正7年）6月に3万円の増資を決議し、4年後の1922年（大正11年）6月にも5万円の増資を決議している。1926年末時点での供給区域は北牟婁郡のうち長島町・二郷村・赤羽村・三野瀬村（4町村とも後の紀伊長島町、現・紀北町）および錦村（現・大紀町）の計5町村（引本町・船津村などは尾鷲電気が供給）。供給成績は電灯需要家2,783戸・灯数5,227灯、電動機用電力60.4キロワットであり、電源として出力35キロワットのガス力発電所と三重合同電気からの受電70キロワットがあった。なお三重合同電気からの受電は1922年6月から開始されたものである。
受電先となった三重合同電気は、1922年に三重県下の主要事業者3社、津電灯・松阪電気（旧・松阪水力電気）・伊勢電気鉄道の統合により設立された電力会社である。同社は設立以後も三重県下の事業統合を積極的に展開していく。その中で県南部の北牟婁電気・尾鷲電気両社も吸収することとなり、1926年（昭和元年）12月28日にその合併を決議し、翌1927年（昭和2年）5月15日付で合併した。北牟婁電気合併に伴う三重合同電気の増資額は10万円。同日、合併に伴い北牟婁電気は解散した。合併前年時点における北牟婁電気の資本金は10万円で、社長は三重合同電気副社長を兼ねる安保庸三が務めていた。

## 発電所
北牟婁電気の自社発電所は長島発電所という。長島町（現・紀北町長島）の字山居に建設された。運転開始は1915年（大正4年）12月。ガス発生装置とガス機関を組み合わせた「吸入ガス機関」（サクションガスエンジン）を原動機とするガス力（内燃力）発電所である。同種の発電所は隣接する尾鷲電気が中部地方で初めて導入した。
1927年時点での設備構成は吸入ガス機関2台（大阪発動機製造・大阪田中電機製）、単相交流発電機2台（奥村電機・大阪田中電機製）であり、発電所出力は35キロワットであった。発電所の廃止時期は不明だが、1928年6月末時点での三重合同電気の発電所一覧には当該発電所の名がない。